# Gainesville (Floryda)
Gainesville – miasto w Stanach Zjednoczonych, w północnej części stanu Floryda. Według spisu w 2020 roku liczy 141,1 tys. mieszkańców i jest trzynastym co do wielkości miastem Florydy.
University of Florida i UF Health Hospital są wiodącymi pracodawcami w Gainesville i zapewniają pracę wielu mieszkańcom okolicznych hrabstw. Znane z zabytkowych budynków, oraz liczne parki, muzea i jeziora zapewniają rozrywkę tysiącom odwiedzających. Ze względu na krajobraz i miejski „las”, Gainesville jest uznawane za jedno z najbardziej atrakcyjnych miast na Florydzie.
Siedziba stanowego Uniwersytetu Florydy, którego w sporcie akademickim reprezentują drużyny o nazwie Florida Gators (od: aligators).
W mieście rozwinął się przemysł drzewny.

## Urodzeni w Gainesville
- Tom Petty – muzyk rockowy[4]
- Desmond Child – muzyk i producent
- Benmont Tench – muzyk i piosenkarz
- Don Felder – muzyk rockowy
- Scott Ritter – pisarz, oficer wywiadu i inspektor broni ONZ
- Jearl Miles-Clark – mistrzyni świata i mistrzyni olimpijska specjalizująca się w biegach krótkich
- Gus Bilirakis – amerykański polityk, kongresmen
- Charles Bradley – amerykański wokalista soulowy
- Rodney Mullen – amerykański skater

## Miasta partnerskie
- Rosja: Noworosyjsk
- Izrael: Kefar Sawa
- Palestyna: Kalkilja
- Irak: Dahuk
- Polska: Rzeszów

## Galeria

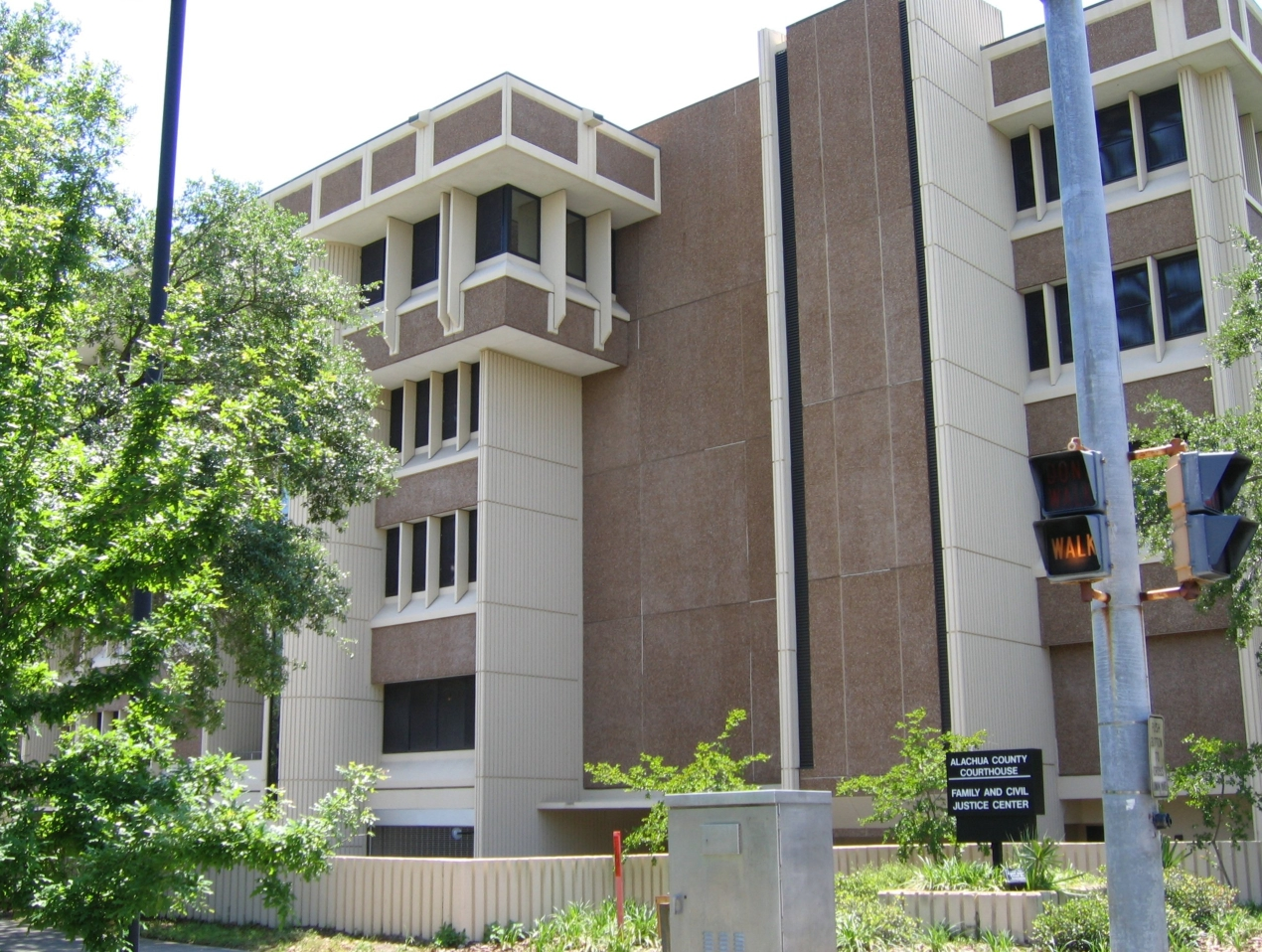
Siedziba sądu hrabstwa
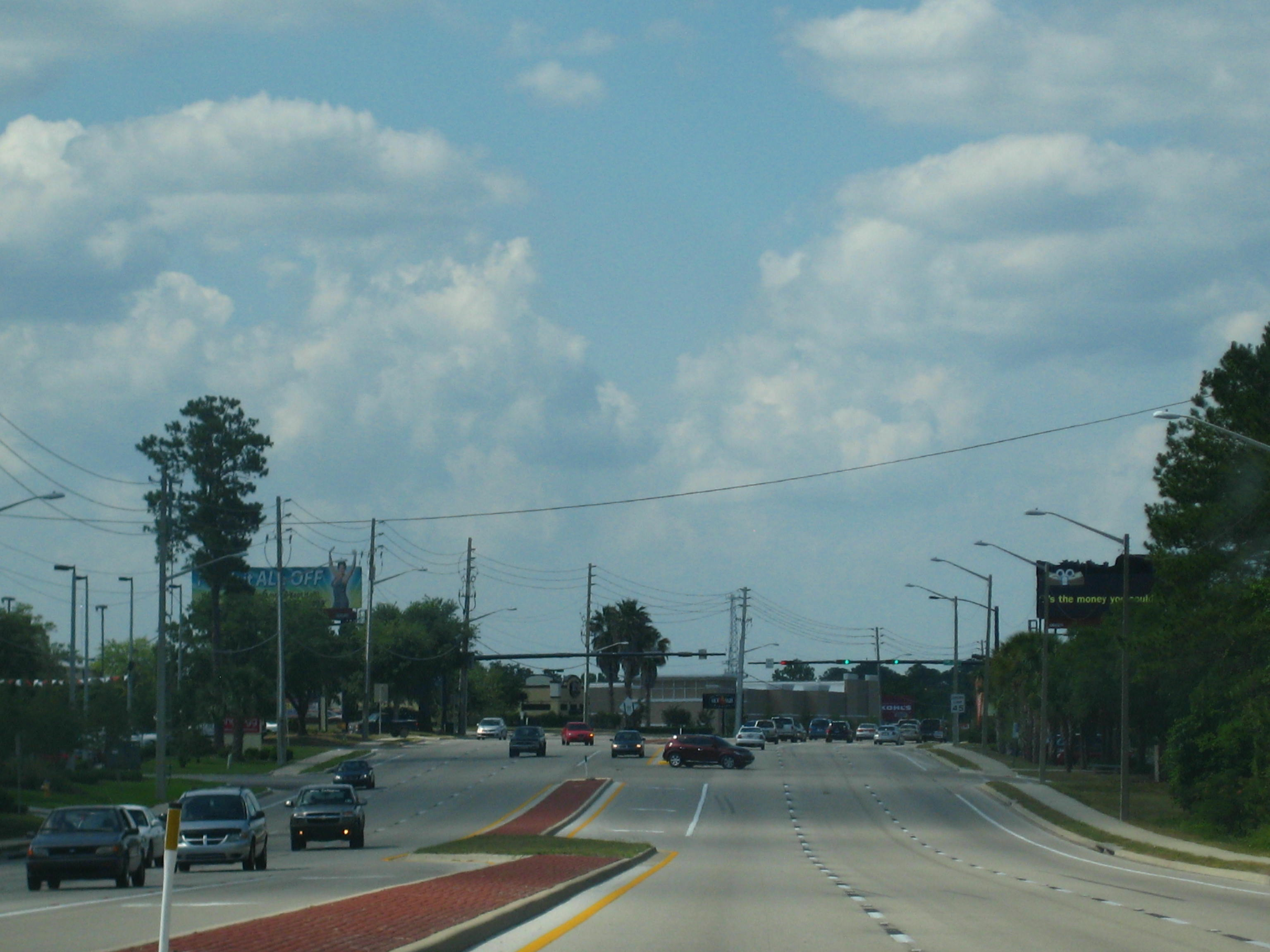
Panorama głównej ulicy
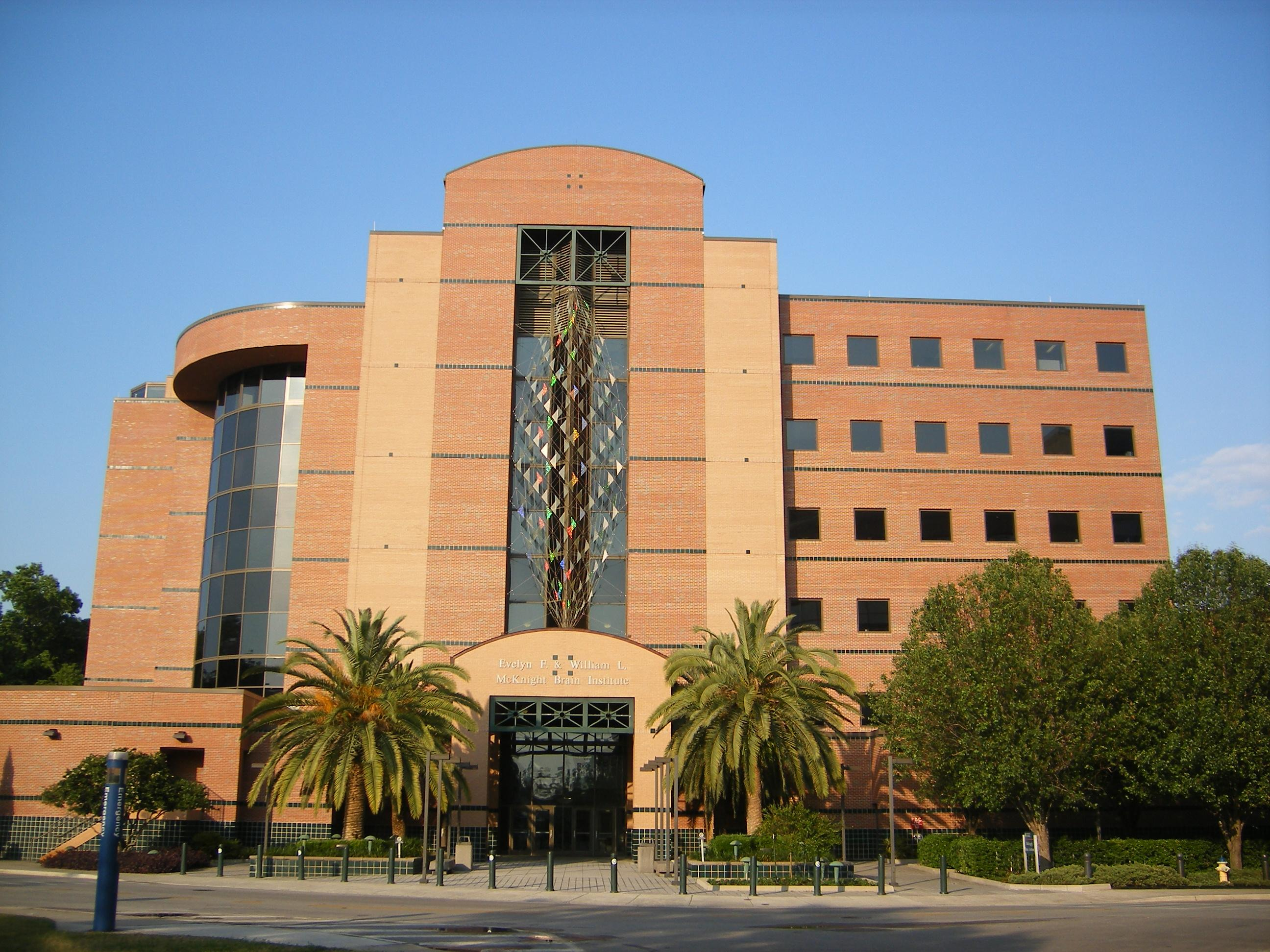
McKnight Brain Institute
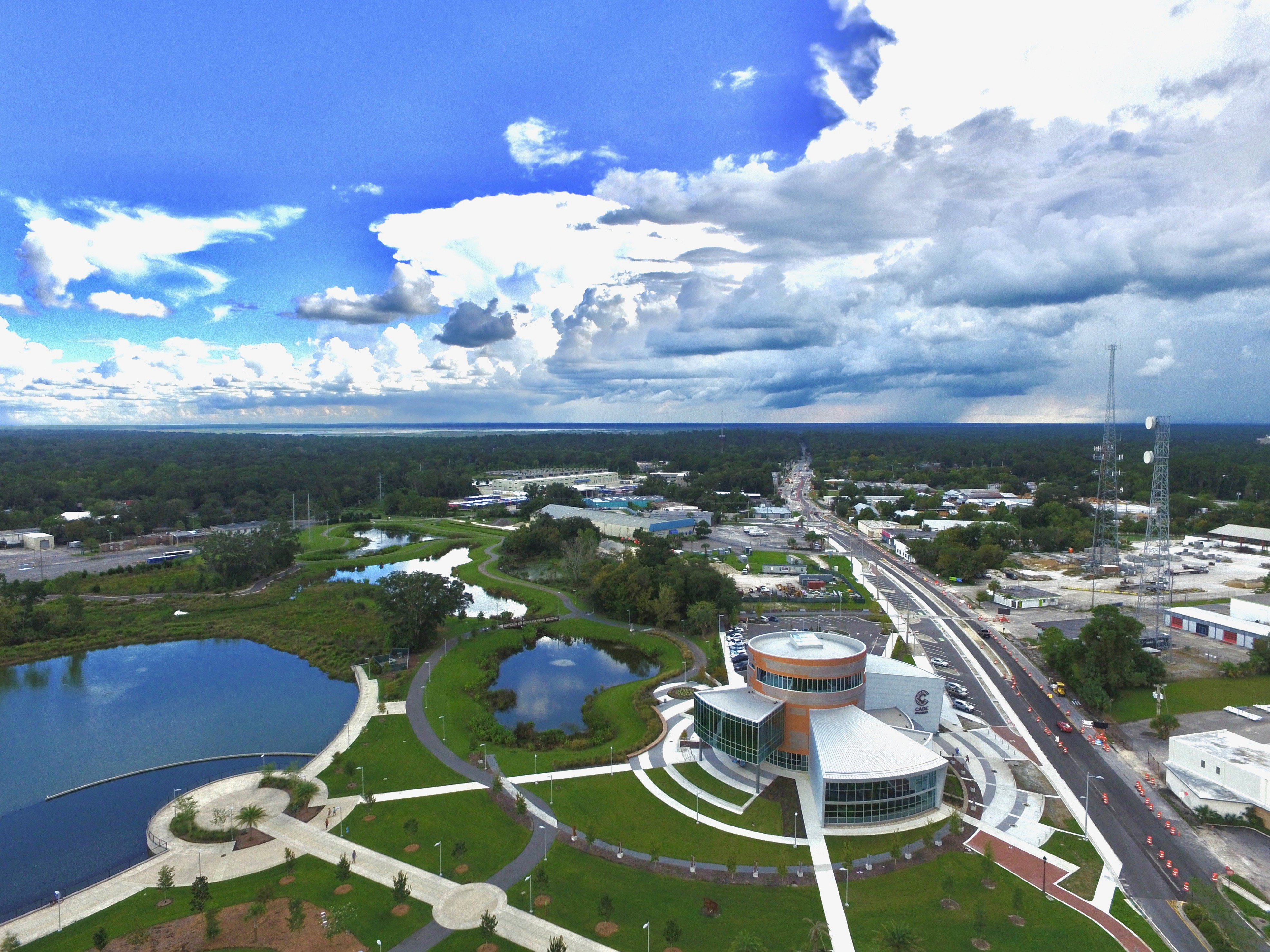
Muzeum Cade w Depot Park
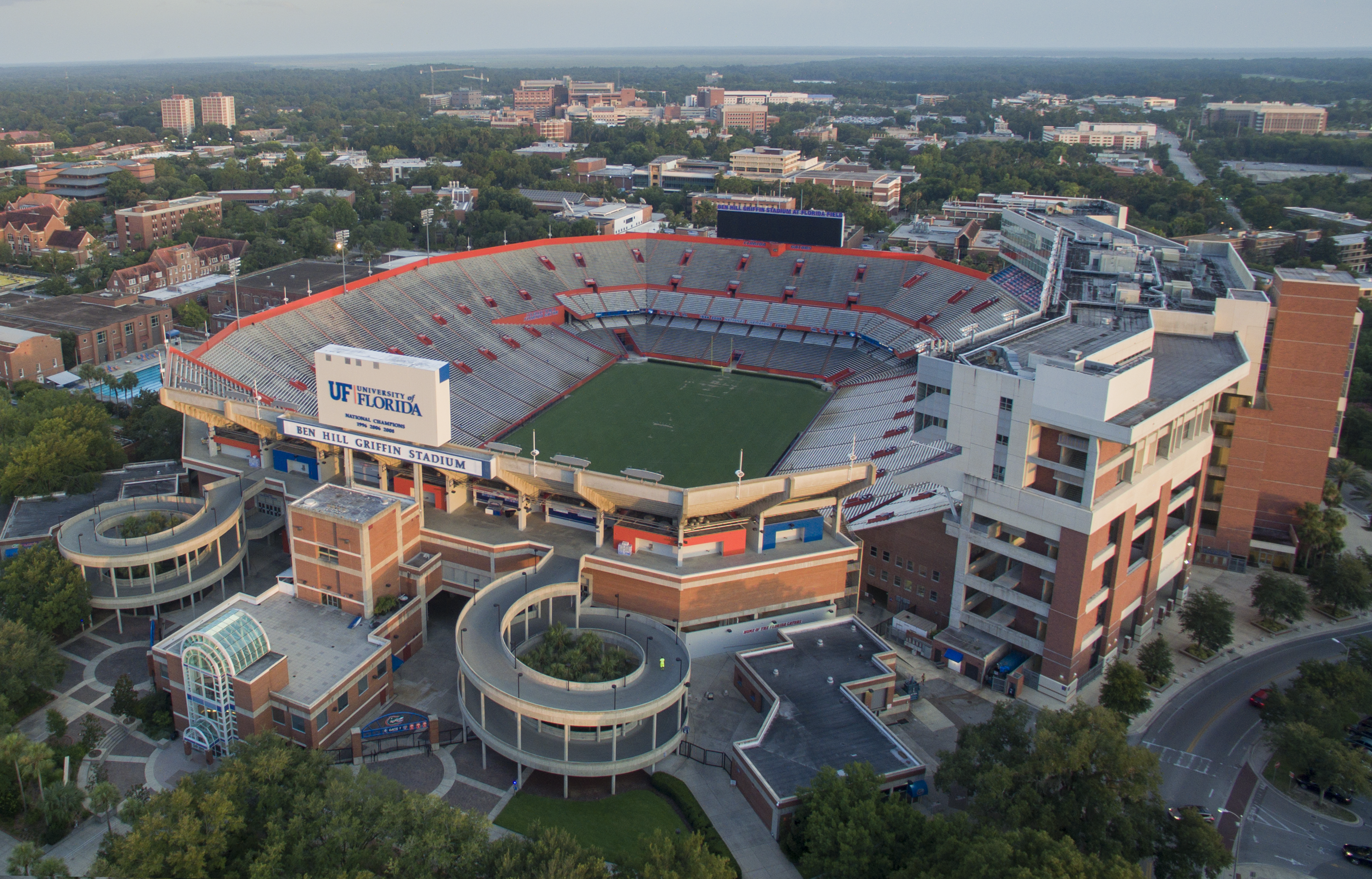
Stadion Florida Gators
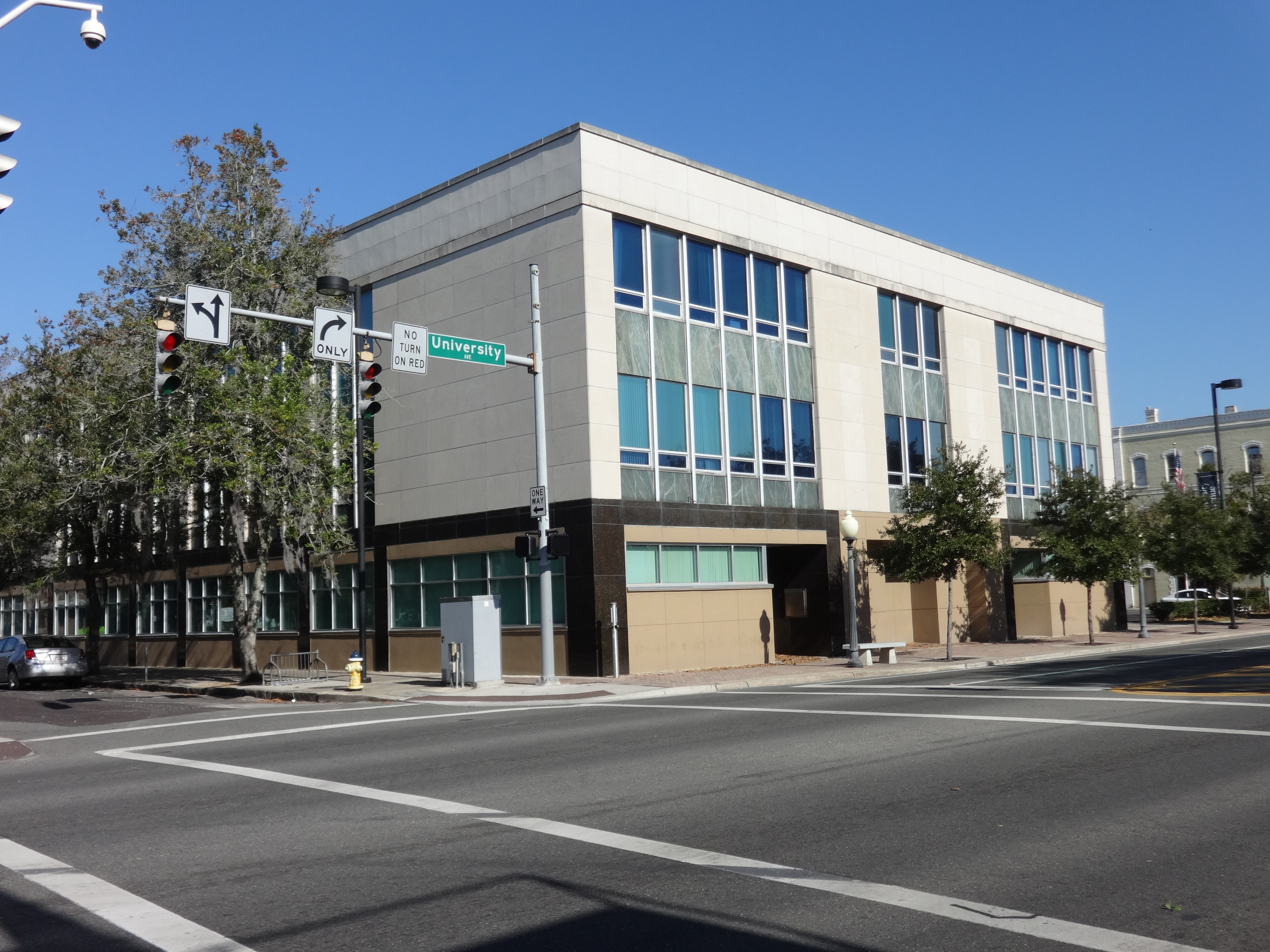
Biuro prokuratora stanowego
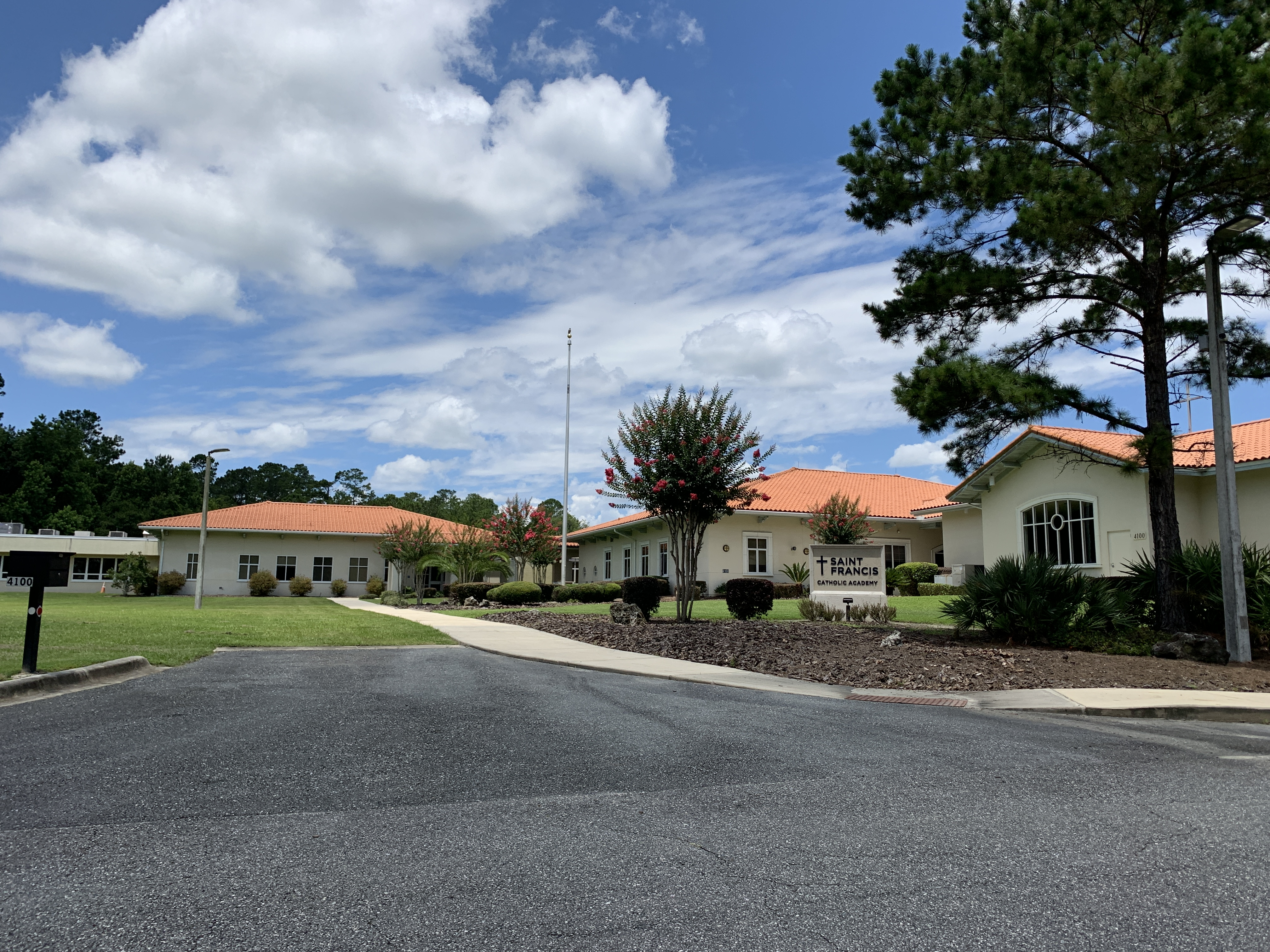
Katolicka szkoła średnia
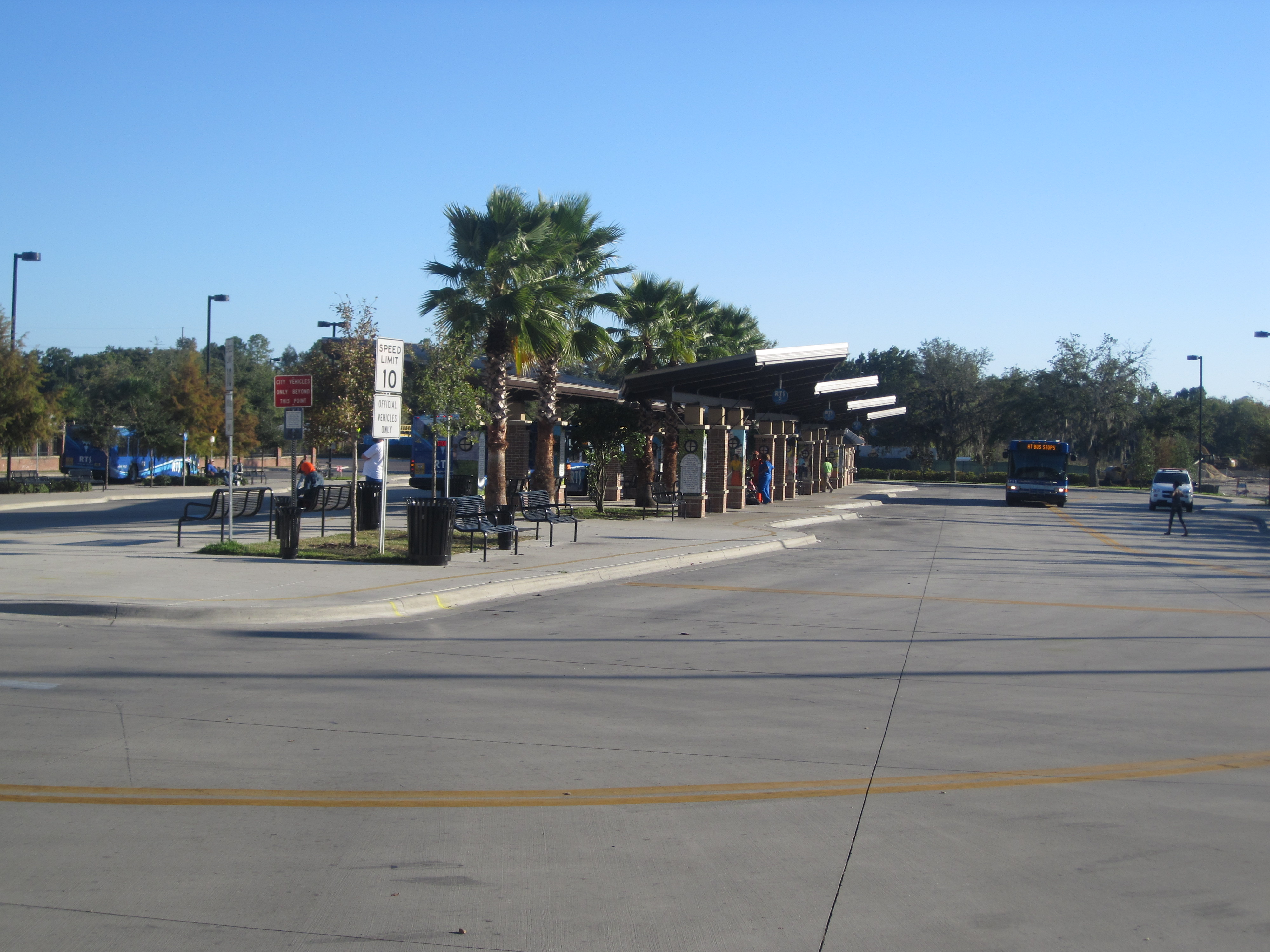
Przystanek autobusowy